# François Mauriac
François Mauriac (Bordeaux, 1885. október 11. – Párizs, 1970. szeptember 1.) irodalmi Nobel-díjas francia író.
Anne Wiazemsky színésznő (Jean-Luc Godard második felesége) nagyapja.

## Élete
Gazdag bordeaux-i polgárcsaládba született, apja bankár volt. Mauriac 18 hónapos gyerek volt, amikor apja meghalt. Édesanyjával élt együtt, öt gyerek közül ő volt a legfiatalabb. Édesanyja szigorúan vallásos, katolikus és konzervatív szellemben nevelte.
A bordeaux-i egyetem bölcsészkarán teológiát, régiségtant, orvostudományt, filozófiatörténetet és esztétikai ismereteket hallgatott. Érdeklődése azonban az irodalom felé fordult. Szülővárosának környéke a későbbiekben is meghatározó volt regényeiben.
Már fiatal korában Bordeaux-ban is megjelent néhány verse az újságokban, azonban csak 1906-ban, Párizsba való költözésekor teljesedett ki tevékenysége. Első könyve, az „Imára kulcsolt kéz” („Les Mains jointes”) 1909-ben jelent meg, verseskötet volt, mint a két évvel később, 1911-ben megjelent „Búcsú az ifjúságtól” („L'Adieu à l'adolescence”) című könyve is. Újságíróként helyezkedett el, egy katolikus szellemű folyóirat munkatársa, később szerkesztője is lett. Újságíróként is jó tollával tűnt ki.
Az első világháború alatt a Vöröskereszten keresztül a Balkánon különböző kórházakban szolgált.
1922-ben jelent meg „A leprásnak adott csók” („Le Baiser aux lépreux”) című regénye, ami sikeressé tette, majd az 1925-ben megjelent „A szerelem sivataga” kiérdemelte a Francia Akadémia nagydíját is. Az 1932-ben megjelent, egy pénzsóvár ügyvéd családi viszályáról szóló könyve, a „Viperafészek” aztán nemcsak híressé, hanem kedvelt íróvá tette Franciaországban is. 1933-ban a Francia Akadémia tagjai közé választották, még ugyanebben az évben megírta saját munkásságának elemzését „A regényíró és alakjai” című esszéjében.
Több kritikus is fanyalgott művein (pl. Sartre 1939-es kritikájában), ennek ellenére sikere töretlen maradt. 51 éves korára közismert volt mint publicista, de jó ismeretterjesztő és kitűnő vitatkozó is volt, újságcikkeiben, vitairataiban aktív közéleti tevékenységet folytatott, a diktatúra minden formáját, így az olasz és a spanyol fasizmust is elítélte.
Regényei mellett tanulmányokat írt Pascalról és Racine-ról is.
Későbbi művei közül a „Frontenac-misztérium”, „A farizeus” műve emelhető ki. Négykötetes „Napló”-ja „Emlékiratai” írói szándékairól, erkölcsi nézeteiről szólnak. Írt néhány színpadi művet is, ezeket hazai színházak játszották. (Comédie-Française).
A második világháború alatt a megszállt Franciaországban bujkált, az ellenállási mozgalomban is részt vett. Ez alatt is jelent meg írása, a „Le Cahier noir”, „Forez” álnév alatt. A háború után Charles de Gaulle magas kitüntetésben részesítette.
Egyre aktívabb lett közéleti szereplése, újságcikkeiben többek között elítélte a vietnámi és az algériai háborút, a magyar forradalom jelentőségét is felismerte. Biztatta Elie Wieselt, hogy írja meg a holokauszt időszaka alatti, zsidóként átélt tapasztalatait. 1962-től nyíltan Charles de Gaulle mellé állt (később életrajzi regényt is írt róla). Ekkor már a Le Figaróban és a L’Express-ben írta napi vitacikket.
1952-ben Irodalmi Nobel-díjat kapott. Élete töretlennek és sikeresnek mondható, amit egy író publicista elérhet, azt megkapta. 85 éves korában érte a halál, koporsóját az Akadémia lépcsőjére helyezték el, két oldalán díszsorfalat álltak a kormány és az akadémia képviselői.

## Díjai
- 1952. Irodalmi Nobel-díj

## Fő művei
- Imára kulcsolt kéz, versek (1909)
- Búcsú az ifjúságtól versek (1911)
- A leprásnak adott csók (1922)
- A rossz (1924)
- A szerelem sivataga, A Vihar (1925)
- Egy hajdani fiatal ember, A tartomány, Rencontre avec *Pascal – tanulmány (1926)
- Thérèse Desqueyroux (1927)
- Sorsok, La Vie de Jean Racine – tanulmány (1927)
- Regények (1928)
- Isten és Mammon (1929)
- Nagycsütörtök, Blaise Pascal et sa soeur Jacqueline (1931)
- Viperafészek (1932)
- A Frontenac rejtély, A regényíró és alakjai (1933)
- Napló I. kötet (1934)
- Az éjszaka vége (1935)
- Jézus élete (1936)
- Napló II. kötet (1937)
- Napló III. kötet (1940)
- A farizeus (1941)
- A fekete jegyzet Forez álnév alatt (1943)
- Napló IV. kötet, A kis idétlen (1951)
- Bloc-notes 1952-1957 (1958)
- Emlékiratok (1959)
- Le Nouveau Bloc-notes 1958-1960 (1961)
- De Gaulle – életrajz (1964)
- Emlékiratok (1965)
- Emlékiratok (1967)
- Le Nouveau Bloc-notes 1961-1964 (1968)
- Le Nouveau Bloc-notes Publication – halála után (1970)
- Le Dernier Bloc-notes – halála után (1971)
- Maltaverne – halála után jelent meg (1972)

## Magyarul
- A szerelem sivatagja; ford. Kosztolányi Dezső; Pantheon, Bp., 1926 (A regény mesterei)
- A méregkeverő. Regény; ford. Juhász Andor, bev. Strém Géza; Révai, Bp., 1927 (Klasszikus regénytár)
- Sorsok; ford. Komor András; Révai, Bp., 1929 (A kiválasztottak)
- Viperafészek. Regény; ford. Benedek Marcell; Dante, Bp., 1933 (Halhatatlan könyvek)
- A Frontenac-misztérium; ford. Possonyi László; Magyar Kultúra, Bp., 1934 (Vigilia-könyvek)
- Az éjszaka vége; ford. Sárközi György; Athenaeum, Bp., 1935
- A tűzfolyam; ford. Husztiné Révhegyi Rózsa; Franklin, Bp., 1936 (Külföldi regényírók)
- Fekete angyalok; ford. Illés Endre; Franklin, Bp., 1937 (Külföldi regényírók)
- Nagycsütörtök; ford. Sprenger Mária Mercedes; Szalézi Művek, Rákospalota, 1937
- Jézus élete; ford. Révay József; Athenaeum, Bp., 1937
- Mammon; ford. Husztiné Révhegyi Rózsa; Franklin, Bp., 1938 (Külföldi regényírók)
- Ami elveszett. Regény; ford. Just Béla; Cserépfalvi, Bp., 1941
- A farizeus; ford. Gáspár Miklós; Nova, Bp., 1942
- Tékozló szív; ford. Brodszky Erzsébet, Pór Judit, bev. Illés Endre; Európa, Bp., 1961
- A szerelem sivataga; ford. Pór Judit; Európa, Bp., 1967 (Nők könyvespolca)
- Egy hajdani fiatalember; ford. Pór Judit; Európa, Bp., 1974
- A kis idétlen / Le sagouin; ford. Pór Judit; Európa, Bp., 1978
- Mauriac önmagáról. Válogatás az író vallomásaiból; vál., ford., bev. Szabó Ferenc; s.n., Róma, 1987 (Mai írók és gondolkodók)
- Cortonai Margit; ford. Tűzkő Lajos; Agape, Újvidék, 1991 (Az életszentség nagymesterei)
- Nagycsütörtök; ford. Sprenger Mária Mercedes; Ecclesia–Kairosz, Bp.–Szentendre, 1998
- Csók a leprásnak; ford. Svecz Éva; Tinta, Bp., 2005 (Tinta világirodalom)
- A bárány; ford. Fázsy Anikó; Új Ember, Bp., 2009
- Irodalmi napló, 1952–1957; ford. Sziebert Mónika, előszó Rónay László, jegyz. Kocsis Klára; Kairosz, Bp., 2012